# Andrée Limbour
 (mai 2025).
Motif : Aucune notoriété de cette professeure d'histoire-géographie.
- Archive Wikiwix
- Bing
- Cairn
- DuckDuckGo
- E. Universalis
- Gallica
- Google
- G. Books
- G. News
- G. Scholar
- Persée
- Qwant
- (zh) Baidu
- (ru) Yandex
- (wd) trouver des œuvres sur Wikidata

| 1. | Préciser le motif de la pose du bandeau. | Précisez le motif de la pose du bandeau en utilisant la syntaxe suivante : {{admissibilité à vérifier\|date=juillet 2025\|motif=remplacez ce texte par le motif}}                   |
| 2. | Informer les utilisateurs concernés.     | Pensez à avertir le créateur de l'article, par exemple, en insérant le code ci-dessous sur sa page de discussion : {{subst:avertissement admissibilité à vérifier\|Andrée Limbour}} |

Andrée Limbour est une professeur d'histoire-géographie, syndicaliste et militante trotskiste.

## Biographie

### Enfance et formation
Elle obtient le baccalauréat de philosophie en 1919.

### Carrière
Andrée Limbour est surveillante au lycée du Havre.
Elle est reçue à la première partie du certificat d’aptitude au professorat de l’enseignement secondaire, titulaire d’une licence ès lettres en 1923, elle obtient l’agrégation d’histoire féminine en 1924.
Elle termine l’année scolaire 1924-1925 comme professeure au lycée de garçons du Havre.
En 1926, elle adhère à la Fédération unitaire de l’enseignement.
Elle est nommée professeure d’histoire-géographie au lycée de jeunes filles de Tournon où elle enseigne aussi les lettres de 1925 à 1929, elle est ensuite mutée au lycée de jeunes filles de Chartres en 1929.
Elle adhère, en 1931, à la Ligue communiste.
Elle entre dans le cadre parisien au lycée de jeunes filles Jules Ferry à Paris en 1932.
Elle figure sur la liste des 66 premières signatures en faveur de l’appel lancé par La Vérité en faveur de la libération de Messali Hadj.
En décembre 1961, elle signa l’appel du Comité français pour la vérité sur les crimes de Joseph Staline.

### Décès
Elle meurt le 18 janvier 1987 à Férolles-Attilly.